# 氷見市立宮田小学校
氷見市立宮田小学校 （ひみしりつ みやだしょうがっこう）は富山県氷見市にある公立小学校。

## 沿革
個別に出典が提示されていない箇所の出典→
- 1874年5月 - 下田子に召南小学校（後の下田子尋常小学校）創立。
- 1893年11月 - 島尾尋常小学校創立。
- 1916年6月 - 下田子尋常小学校、島尾尋常小学校を合併して、現在地に宮田尋常小学校を創立。
- 1918年8月 - 校舎新築（敷地5,600m2、建坪1,351m2）。
- 1941年4月 - 宮田国民学校と改称。
- 1947年4月 - 宮田小学校と改称。
- 1951年3月 - 東側校舎新築（281m2）。
- 1966年3月 - 新校旗樹立。
- 1971年10月 - 特殊学級開設。
- 1978年3月 - 校舎改築第一期工事（本館）完成。
- 1979年3月 - 校舎第二期工事（屋体）完成。
- 1981年4月 - 運動場暗きょ排水並びに整地工事完成。
- 1983年2月 - PTA映画「宮田小学校の今昔」完成。
- 1989年7月 - プ－ル、新運動場竣工。
- 1991年7月 - 相撲場並びに観察池造成。
- 1992年3月 - 校庭に桜苗木50本植樹。
- 1993年
  - 6月 - 花壇造成並びに小鳥小屋新設。
  - 12月 - 校舎西側フェンス工事完成。
- 1994年5月 - コンピュータ室の設置。
- 1995年6月 - グラウンド照明設備完成（7基）。
- 2001年10月 - 教室棟校舎の外壁補修。
- 2007年2月 - 校庭アスレチック改修。
- 2010年
  - 2月 - 耐震補強工事（体育館棟）完成。
  - 9月 - 耐震補強工事（校舎等）完成。
- 2011年4月 - 特別支援学級（情緒）、通級指導教室開設。
- 2012年
  - 3月 - 特別支援学級（知障）閉級。
  - 8月 - 耐震補強工事（管理棟）完成。
- 2013年4月 - 特別支援学級（知障）開設。
- 2017年3月 - 特別支援学級（情緒）閉級。
- 2024年1月 - 能登半島地震により被災し、教室棟の基礎や杭の一部がむき出しになった他、北側と南側の法面が損傷したことで[3]、被災建築物応急危険度判定で赤色（危険）の判定になったため、1月10日開始の3学期より黄色（要注意）判定の管理棟の特別教室と体育館のみを使用して開校する[4][3]。
- 2025年1月8日 - 3学期始業式に合わせて、基礎部分の工事や下水の仮復旧を終えた教室棟の使用を再開[3]。

## 通学区域
柳田（2502番地3、2502番地5-7、2506番地1-28、2599番地1-8、2601番地1-12） 宮田　島尾　上泉　上田子　下田子　小竹

## 進学先
- 氷見市立西條中学校

## 周辺
- 国道160号
- 国道415号